# Anubis
Anubis (/əˈnuːbəs/ hay /əˈnjuːbəs/; tiếng Hy Lạp cổ: Ἄνουβις) là tên Hy Lạp  cho vị thần mình người đầu chó rừng có liên quan đến quá trình ướp xác và cuộc sống sau cái chết trong văn hóa Ai Cập cổ đại. Anubis là con của Nephthys và Osiris theo như Thần thoại Ai Cập cổ. Còn theo bản dịch tiếng Akkadia từ bức thư của Amarna, cái tên Anubis là một từ trong tiếng Ai Cập là Anapa. Những hiểu biết cổ xưa nhất về ý nghĩa của Thần Anubis bắt nguồn từ thời Cổ Vương quốc Ai Cập, người ta gán cho Anubis trong việc chôn cất các pharaoh. Vào thời này, Anubis là vị thần tối quan trọng trong cái chết của người Ai Cập cổ. Nhưng nhiều thế kỉ sau, Anubis nhanh chóng bị thay thế trong thời Trung Vương Quốc bởi Osiris.
Anubis được liên tưởng tới với vai trò quan trọng của ông trong nhiều tang lễ, ông được nhấn mạnh như là người bảo vệ người đã chết và các lăng mộ, và danh hiệu Quan tư tế ướp xác, liên kết ông với các thủ thuật trong quá trình ướp xác. Cũng giống như nhiều vị thần trong văn hóa Ai Cập cổ đại, Anubis có vai trò khác nhau trong từng trường hợp.
Anubis cũng là một trong số ít vị thần tham gia vào quá trình phán xét tội lỗi của con người ở cuộc sống sau cái chết, được gọi là "Weighing Of The Heart" (cân tim).

## Miêu tả
Anubis được gắn với việc ướp xác và bảo vệ người chết cho cuộc hành trình về thế giới bên kia.
Ông thường được miêu tả đưới hình dạng nửa người nửa chó rừng, hoặc ở dạng một con chó rừng. Cánh tay ông đeo một dải ruy băng, một tay cầm móc, tay kia cầm néo. Chó rừng được gắn bó mật thiết với nghĩa trang ở Ai Cập cổ đại, vì nó là kẻ ăn xác thối. Đặc biệt màu đen của Anubis không phải do có mối liên hệ với màu lông của chó rừng, mà là sự liên tưởng với màu sắc của thịt thối rữa và với đất đen của thung lũng sông Nile, tượng trưng cho sự tái sinh.
Anubis thường được mô tả trong các tang lễ, nơi ông tham dự vào quá trình ướp xác người chết hoặc đang ngồi trên một ngôi mộ để bảo vệ nó. Trên thực tế trong quá trình ướp xác, một quan tư tế sẽ đội mặt nạ và ăn mặc như thần Anubis để thực hiện các nghi lễ. trong lúc làm lễ, người ta tái hiện lại quá trình cân tim như trong Sách chết, cho thấy Anubis sẽ xác định sự xứng đáng của người đã khuất có được sống ở thế giới bên kia không, thường được gọi là Duat). Trong nhiều ngôi mộ ở thời Tân Vương Quốc cũng mô tả Anubis ngồi trên đỉnh của nine bows tượng trưng cho sự thống trị của mình đối với các kẻ thù của Ai Cập.

## Ướp xác
Một trong những vai trò của Anubis là "Người canh giữ linh hồn". Ông tham gia quyết định mức độ tốt xấu của một linh hồn nhờ vào quá trình cân quả tim của người đấy với một cộng lông đà điểu là Ma'at. Trong quá trình cân, nếu một linh hồn có trái tim nhẹ hơn Ma'at thi đó là một linh hồn tốt, và ngược lại. Anubis có khả năng quyết định số phận của linh hồn. Theo cách này, ông trở thành chúa tể của Âm ty, chỉ dưới quyền của Osiris.
Anubis là con trai của Ra trong những thần thoại cổ xưa nhất, nhưng sau đó ông trở thành con của Osiris và Nephthys, ông là người đã giúp Isis ướp xác người cha quá cố. Thật vậy, trong Truyền thuyết về Osiris và Isis, Osiris bị giết bởi Set, sau đó nội tạng của Osiris được gửi cho Anubis như là một món quà, Anubis đã ướp xác và làm hồi sinh Osiris ở thế giới bên kia, sau này Osiris trở thành vua của chốn Âm ty. Nhờ mối liên kết này, Anubis dần trở thành Thần bảo trợ của các xác ướp và là người thực hiện các nghi thức tang lễ cho quy trình ướp xác. Theo minh họa từ Quyển sách của cái chết, thường cho ta thấy hình ảnh của một thầy tế đeo mặt nạ chó rừng hỗ trợ tích cực cho quá trình ướp xác. Anubis là anh cùng cha khác mẹ với Horus, con của Osiris và Isis.

## Nhìn nhận bên ngoài Ai Cập
Sau đó, trong thời Vương quốc Ptolemaios, Anubis đã được sáp nhập với một vị thần khác của Hy Lạp là thần Hermes, và trở thành Hermanubis. Trung tâm của tình ngưỡng này là uten-ha/Sa-ka/ Cynopolis, một nơi trong tiếng Hy Lạp đơn giản có nghĩa là "Thành phố Chó". Trong chương XI của quyển "The Golden Ass" tác giả Apuleius, người ta tìm thấy bằng chứng rằng sự thờ phụng được duy trì ở Rome ít nhất là đến thế kỷ thứ 2. Thật vậy, cái tên Hermanubis xuất hiện trong nhiều tài liệu về giả kim thuật và hermetical của văn học thời Trung cổ và Phục hưng.
Mặc dù người Hy Lạp và La Mã thường khinh miệt các vị thần động vật của Ai Cập có đầu kỳ lạ và sơ khai (Anubis được biết đến và chế giễu như là "Barker" của người Hy Lạp), Anubis đôi khi làm người ta liên tưởng với Sirius trên thiên đàng, và Cerberus dưới địa phủ của Hades. Trong nhiều cuộc thảo luận (ví dụ Republic 399e, 592a), Plato cũng như Socrates đã nói một cách nhần mạnh rằng, "by the dog" (kai me ton kuna), "by the dog of Egypt", "by the dog, the god of the Egyptians" (Gorgias, 482b). Anubis được biết như là thần ướp xác và cái chết. Thay vì có đầu như chó rừng, đầu Anubis lại có màu đen giống như thần chết.

## Gia đình
Anubis là con trai của Nephthys, và cha ông là Osiris. Một vài truyền thuyết kể lại rằng, Nephthys đã quyến rũ và chuốc rượu cho Osiris say, kết quả là đã hạ sinh ra Anubis. Tuy nhiên một số truyền thuyết khác lại nói rằng, Nephthys đã cải trang mình thành Isis và quyến rũ Osiris, kết quả là sinh ra Anubis.
Vợ của Anubis là nữ thần tang lễ Anput. Con gái của ông là thần thanh lọc xác ướp Kebechet.

## Hình ảnh

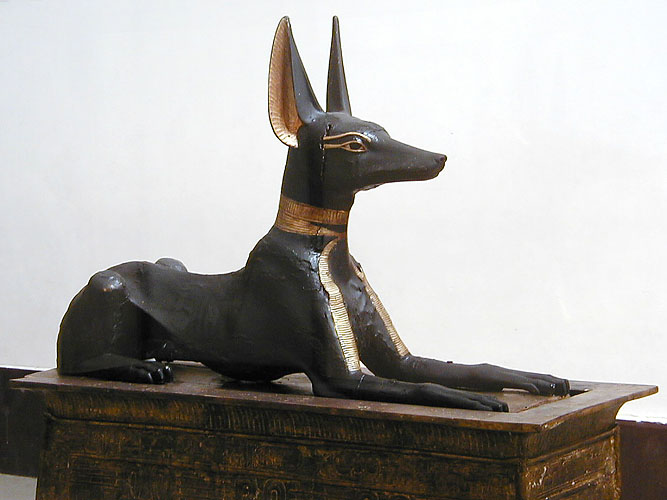
Tượng Thần Anubis trong Lăng mộ Tutankhamun (Bảo tàng Cairo).
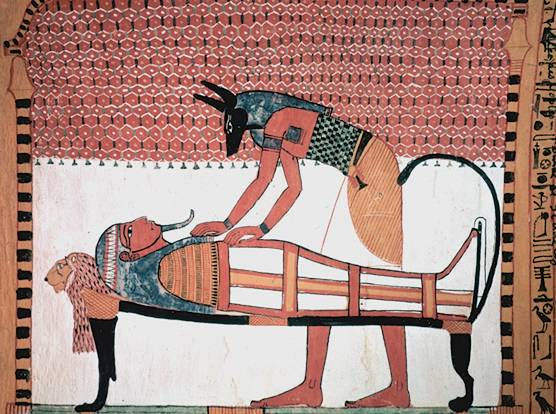
Sự tham dự của Anubis trong quá trình ướp xác của người quá cố.
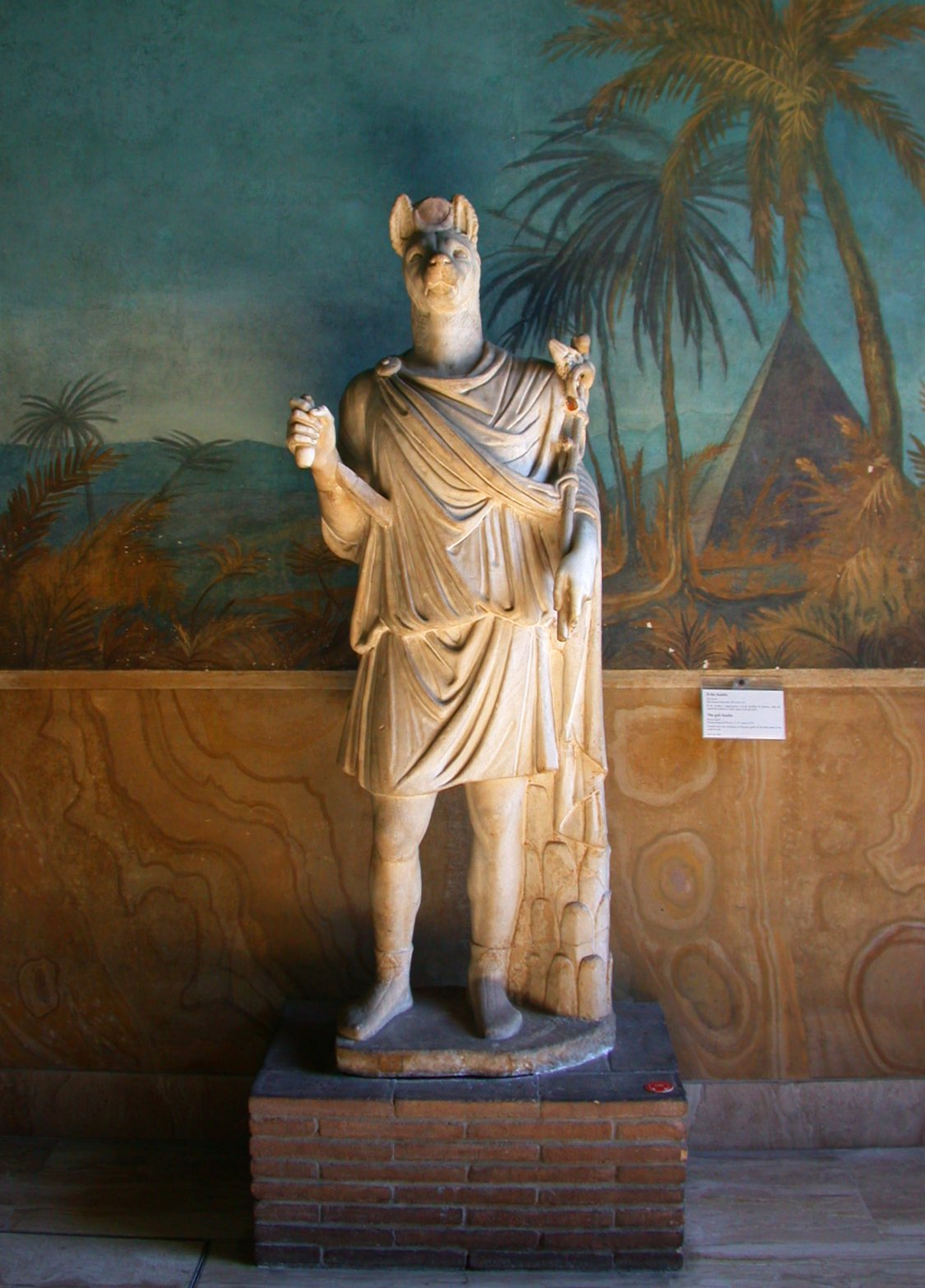
Tượng Thần Hermanubis (Bảo tàng Vatican)
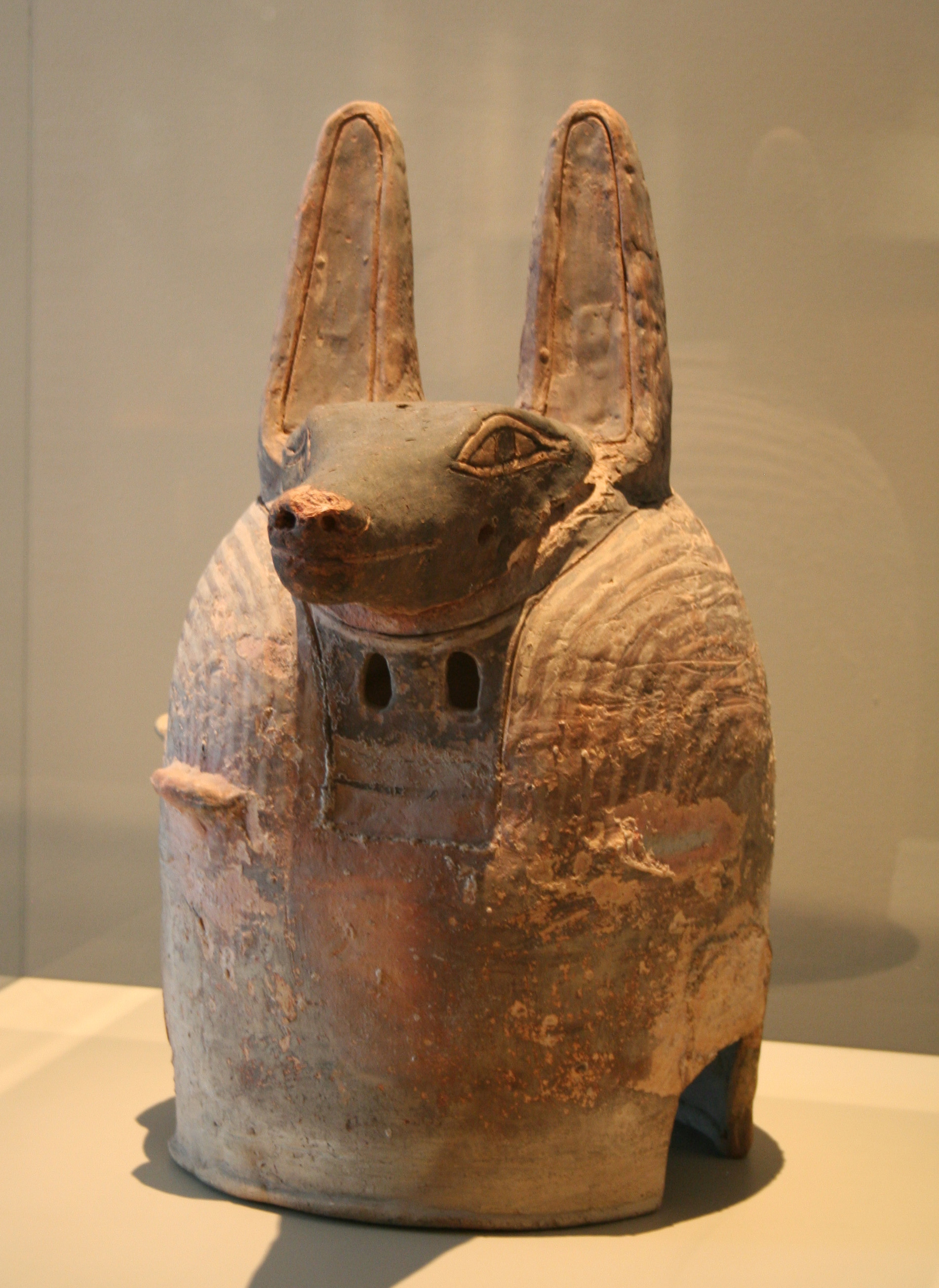
Mặt nạ Anubis, Roemer- und Pelizaeus-Museum Hildesheim

## Liên kết
- Anubis – Archaeowiki.org